# Bolek Polívka
Boleslav „Bolek“ Polívka (* 31. července 1949 Vizovice) je český herec, komik, mim, dramatik a scenárista. 

## Život
Narodil se ve Vizovicích do rodiny drogisty Jaroslava Polívky (1899–1966) a jeho ženy Boleslavy (1908–1980). V roce 1971 vystudoval činoherní herectví na Janáčkově akademii múzických umění v Brně a od roku 1972 působil v brněnském Divadle na provázku. V roce 1993 si v Brně založil vlastní Divadlo Bolka Polívky. Ztvárnil řadu divadelních, filmových a televizních rolí, získal dva herecké České lvy, jeho divadelní práce je mezinárodně známá.

## Herectví

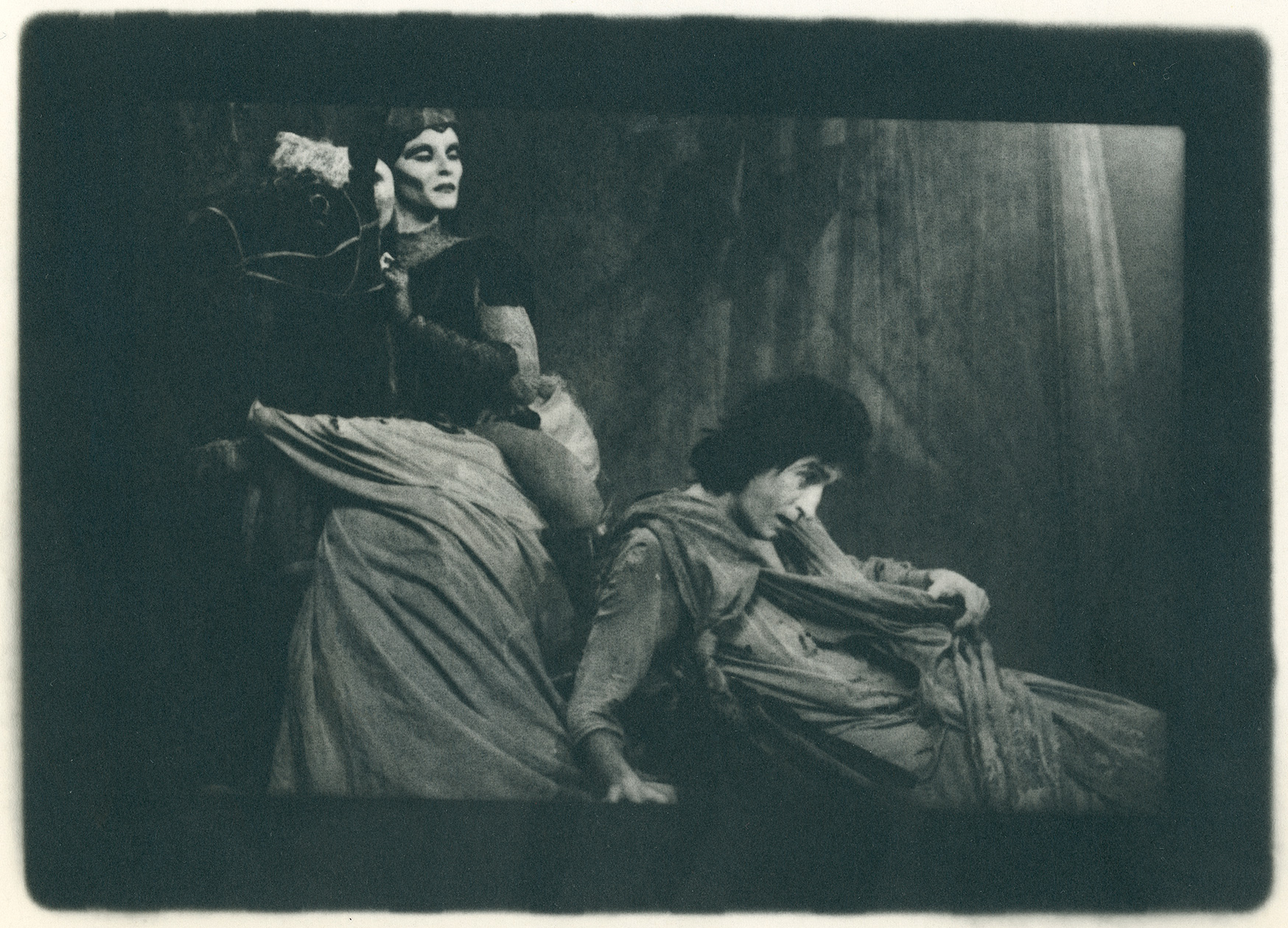
Záběr z představení Šašek a královna, 1983
fotografie: Jaroslav Krejčí

Ve svých autorských pantomimických inscenacích, které si sám režíroval a vytvářel v nich hlavní role (Am a Ea, Pezza versus Čorba, Pépe, Trosečník, Poslední leč, Šašek a královna), se inspiroval klauniádou, komedií dell'arte i filmovou groteskou, ale užívá i slova a záměrně překračuje hranice žánru směrem k totálnímu herectví. Specifický styl jeho autorského divadla získal obdiv a uznání po celém světě.[zdroj?] Se zahraničními divadly a umělci také často spolupracuje.[zdroj?]
Za ztvárnění postavy faráře Holého ve filmu Zapomenuté světlo získal Českého lva a cenu za herecký výkon na MFF Karlovy Vary v roce 1997. Druhého Českého lva dostal za roli ve filmu Jana Hřebejka Musíme si pomáhat. Film byl také nominován na Oscara.
Účinkoval v několika filmech Věry Chytilové, např. v komedii Kalamita (1981), ve filmovém přepisu vlastní divadelní hry Šašek a královna z roku 1987, v komedii Dědictví aneb Kurvahošigutntag (1992) či v podobenství Vyhnání z ráje (2001). V televizi uváděl vlastní pořady Manéž Bolka Polívky a Bolkoviny, v mnoha jiných vystoupil jako host.
Během 22. ročníku česko-slovenského divadelního festivalu Setkání/Stretnutie 2017 v Městském divadle Zlín mu byla udělena Cena Martina Porubjaka za umělecký přínos k rozvoji česko-slovenských vztahů. V roce 2024 získal na Zlín Film Festivalu ocenění Zlatý střevíček za mimořádný přínos kinematografii pro děti a mládež.

## Podnikání
Jedna jeho scénka z Manéže z roku 1993, kdy sám sebe pasoval na doživotního valašského krále, stála u zrodu úspěšného projektu pro podporu cestovního ruchu Valašské království založeného Tomášem Harabišem. Bolek Polívka byl též dlouhou dobu tváří tohoto projektu.
Na své farmě v Olšanech (kde se natáčelo populární Dědictví) pořádal happeningy a recesní akce, např. mistrovství světa v házení flinty do žita. Česká televize odtud na přelomu milénia vysílala cyklus recitálů zejména folkových formací s názvem Zpívání na farmě.
V březnu 2013 Krajský soud v Brně zjistil úpadek Polívkovy farmy kvůli osmimilionovému dluhu bez příslušenství a na její majetek prohlásil konkurz. K 9. dubnu 2013 bylo přihlášeno celkem 55 pohledávek za cca 56 000 000 Kč, z toho 11,6 milionů korun tvoří dotace z fondů EU. Na podzim 2013 farmu vydražila firma Alkony-CZ za 15 milionů korun, ale cenu neuhradila kvůli tomu, že Polívka prodal okolní pozemky včetně přístupové cesty, které patřily přímo jemu a nikoli farmě, svému známému Alexandru Seidlovi. Polívka dále postoupil své pohledávky v hodnotě 8,5 milionů korun svému dalšímu známému a společníkovi Alexandra Seidla, Zbyňku Cejnarovi. Cejnar tvrdí, že konkurzní správkyně nejednala v prospěch všech věřitelů tím, že vyvolávací cenu farmy stanovila nízkou oproti znaleckému posudku. Proto čelí od listopadu 2013 kvůli ochraně věřitelů a kvůli úmyslnému snižování hodnoty farmy během konkurzu insolvenčnímu řízení i Polívka. V roce 2019 měla již farmu v majetku společnost Porta Spes, která v ní začala budovat byty a přičlenila ji ke stájím, které zde postavila a od roku 2004 provozuje. Celý areál je nyní znám jako Statek Olšany.

## Rodina
Je otcem šesti dětí – tří dcer a tří synů. Nejstarší je dcera Kamila, jejíž matkou je Stanislava Polívková. Následuje Anna; její matkou je herečka Evelyna Steimarová. Dále syn Vladimír Polívka, který se narodil do manželství s francouzskou herečkou Chantal Poullain. Manželkou Bolka Polívky od roku 2020 je Marcela Polívková, se kterou má syny Jana Boleslava a Františka Antonína a dceru Marianu.

## Výběr filmografie
- Klaun – divadelní záznam (1966)
- Kočky neberem (1966)
- Cesta, která vede nikam (1969)
- Lancelot a Alexandrína (1970)
- Poloviční kouzelníci (1971)
- Uprostřed babího léta ve stepi zahoukal vlak (1972)
- Kouzelný hrášek (1973)
- Kazisvěti (1973)
- Potulné pohádkové divadlo (1974)
- Pezza versus Čorba – divadelní záznam (1975)
- Traja chrobáci (1976)
- Trosečník – divadelní záznam (1977)
- Am a Ea – divadelní záznam (1977)
- Balada pro banditu (1978)
- Spadla z nebe – seriál (1978)
- Commedia del arte – divadelní záznam (1980)
- Blues pro EFB (1980)
- Kalamita (1981)
- Poslední leč (1981)
- Klaun Am – seriál (1984)
- Šašek a královna (1987)
- Záhada zlatého servisu (1987)
- Pehavý Max a strašidlá (1987)
- Teta (1987)
- Štek (1988)
- Don Quijote de la Mancha – divadelní záznam (1988)
- Čas sluhů (1989)
- Sedím na konári a je mi dobre (1989)
- Něžný barbar (1989)
- V žáru královské lásky (1990)
- Pražákům, těm je hej (1990)
- O babě hladové (1990)
- Podivné odpoledne Dr. Zvonka Burkeho (1991)
- Obecná škola (1991)
- Pražský student – seriál (1991)
- Prezident a anděl (1992)
- Dědictví aneb Kurvahošigutntag (1992)
- Akumulátor 1 (1994)
- Schlafes Bruder (1995)
- Pohádka o Faustovi (1995)
- Zapomenuté světlo (1996)
- Suzanne (1996)
- Požírač medvědů – TV film (1996)
- Král Ubu (1996)
- ...ani smrt nebere (1996)
- Akáty bílé – studentský film (1997)
- Pro dámu na balkóně – divadelní záznam (1999)
- Pelíšky (1999)
- Eliška má ráda divočinu (1999)
- Musíme si pomáhat (2000)
- Kytice  (2000)
- Cesta z města  (2000)
- Vyhnání z ráje (2001)
- Útěk do Budína (2002)
- Pupendo (2003)
- Hvězdy nad Baltimore – divadelní záznam (2004)
- Bolero (2004)
- Černí baroni – seriál (2004)
- Štěstí (2005)
- Skřítek (2005)
- A tou nocí nevidím ani jedinou hvězdu (2005)
- Bazén (2005)
- Hezké chvilky bez záruky (2006)
- ROMing (2007)
- Hodina klavíru (2007)
- U mě dobrý (2008)
- Svatba na bitevním poli (2008)
- Mínus Dva – divadelní záznam (2008)
- Malé oslavy (2008)
- Bathory (2008)
- Ulovit miliardáře (2009)
- Operace Dunaj (2009)
- Krysáci (2009)
- Znamení koně – seriál (2011)
- V peřině (2011)
- Ostrov svaté Heleny (2011)
- Muži v naději (2011)
- Znamení koně (2011)
- Okno do hřbitova – seriál (2011)
- Signál (2012)
- Cesta do lesa (2012)
- Setkání s hvězdou – seriál (2012)
- Revival (2013)
- Kovář z podlesí (2013)
- Případy 1. oddělení (2014)
- Tři bratři (2014)
- Hodinový manžel (2014)
- Dědictví aneb Kurvaseneříká (2014)
- Andělé všedního dne (2014)
- Kancelář Blaník – seriál (2014)
- Svatojánský věneček (2015)
- Podivné odpoledne dr. Zvonka Burkeho – divadelní záznam (2015)
- Domácí péče (2015)
- Znamení koně – seriál (2015)
- Řachanda (2016)
- Zloději zelených koní (2016)
- Pálava (2016)
- Pirko (2016)
- Manžel na hodinu (2016)
- Děda (2016)
- Anděl Páně 2 (2016)
- Případy 1. oddělení – 2. řada (2016)
- Malí, velcí detektivové – seriál (2018)
- Za oponou noci (2018)
- Tátova volha (2018)
- Kouzelník Žito (2018)
- Don Quijote v Čechách (2018)
- Alenka v zemi zázraků (2018)
- Hasičárna Telecí (2018)
- Ženy v běhu (2019)
- Černé vdovy – seriál (2019)
- Kriminálka 5.C – seriál (2019)
- Za oponou noci (2019)
- Ženská na vrcholu (2019)
- Tichý společník (2021)
- Gump – pes, který naučil lidi žít (2021)
- Hvězdy nad hlavou – seriál (2021)
- Vegani a jelita – internetový seriál (2021)
- Cesta domů (2021)
- Srdce na dlani (2022)
- Dimenze (2022)
- Pánský klub (2022)
- Princ Mamánek (2022)
- Slovo (2022)
- Největší dar (2022)
- Bandité pro Baladu (2022)
- A máme, co jsme chtěli (2023)
- Jak se nám to mohlo stát!? (2025)
- Krtkův svět (2025)